# 2019–2020-as magyar labdarúgó-bajnokság (másodosztály)
A 2019–2020-as magyar labdarúgó-bajnokság második osztályát húsz csapat részvételével rendezik meg, de a szövetség megvonta a Balmazújváros licencét, helyére azonban más csapatot eddig nem jelölt ki. 2020. május 4-én az MLSZ befejezettnek nyilvánította a másodosztályú bajnokságot és az MTK valamint a Budafok jutott fel az NB 1-be.

## Csapatváltozások az előző szezonhoz képest
Kiesett a másodosztályba
- MTK Budapest FC, az első osztály 11. helyezettjeként
- Szombathelyi Haladás, az első osztály 12. helyezettjeként

Feljutott az élvonalba
- Zalaegerszegi TE FC, a másodosztály győzteseként
- Kaposvári Rákóczi FC, a másodosztály 2. helyezettjeként

Kiesett a harmadosztályba
- Ceglédi VSE, 18. helyezettként
- Mosonmagyaróvári TE, 19. helyezettként
- Monor SE, 20. helyezettként

Feljutott a másodosztályba
- Szolnoki MÁV FC, az NB III keleti csoportjának győztese
- Szeged 2011, az NB III középcsoportjának győztese
- FC Ajka, az NB III nyugati csoportjának győztese

A Balmazújvárostól az MLSZ megvonta az NBII-es licencet a szezon kezdete előtt.

## Csapatok és stadionok
| Csapat                         | Város              | Stadion                         | Befogadóképesség |
| ------------------------------ | ------------------ | ------------------------------- | ---------------- |
| FC Ajka                        | Ajka               | Városi stadion                  | 5000             |
| Békéscsaba                     | Békéscsaba         | Kórház utcai stadion            | 4963             |
| Budafok                        | Budapest, Budafok  | Promontor utcai stadion         | 4000             |
| Budaörs                        | Budaörs            | Árok utcai stadion              | 1204             |
| Aqvital FC Csákvár             | Csákvár            | Tersztyánszky Ödön Sportközpont | 2500             |
| Dorog                          | Dorog              | Buzánszky Jenő Stadion          | 12 000           |
| Gyirmót                        | Győr               | Alcufer stadion                 | 4500             |
| Győr                           | Győr               | ETO Park                        | 16 000           |
| Szeged-Csanád Grosics Akadémia | Szeged             | Szent Gellért Fórum             | 8000             |
| Kazincbarcika                  | Kazincbarcika      | Pete András Stadion             | 1100             |
| Szolnoki MÁV FC                | Szolnok            | Tiszaligeti stadion             | 3437             |
| MTK Budapest FC                | Budapest           | Hidegkuti Nándor Stadion        | 5014             |
| Nyíregyháza Spartacus          | Nyíregyháza        | Nyíregyháza Városi Stadion      | 10 500           |
| Siófok                         | Siófok             | Révész Géza utcai stadion       | 6500             |
| Soroksár                       | Budapest, Soroksár | Szamosi Mihály Sporttelep       | 5000             |
| Tiszakécske                    | Tiszakécske        | Városi Stadion                  | 4500             |
| Vác                            | Vác                | Ligeti                          | 9000             |
| Vasas                          | Budapest           | Illovszky Rudolf Stadion        | 5154             |
| Szombathelyi Haladás           | Szombathely        | Haladás Sportkomplexum          | 8903             |

## Csapatok adatai
| Csapat                         | Vezetőedző         | Csapatkapitány | Mezgyártó | Főszponzor         |
| ------------------------------ | ------------------ | -------------- | --------- | ------------------ |
| Ajka                           | Kis Károly         | HUN            | Adidas    |                    |
| Békéscsaba                     | Schindler Szabolcs | HUN            | Saller    | Békés Drén         |
| Budafok                        | Csizmadia Csaba    | HUN            | Mitre     | Care Park          |
| Budaörs                        | Bognár György      | Csobánki Ádám  | Ziccer    | Volkswagen         |
| Csákvár                        | Visinka Ede        | HUN            | 2Rule     | Euroaszfalt        |
| Dorog                          | Németh Szabolcs    | Sitku Illés    | Adidas    | Pannon Falap-Lemez |
| Gyirmót                        | Csertői Aurél      | HUN            | Jako      | Alcufer            |
| Győr                           | Kondás Elemér      | HUN            | Adidas    | WKW                |
| Kazincbarcika                  | Dzurják József     | HUN            | Adidas    | KolorCity          |
| MTK Budapest FC                | Michael Boris      | Kanta József   | Nike      | Prohuman           |
| Nyíregyháza                    | Gálhidi György     | -              | Jako      | Révész             |
| Siófok                         | Gál István         | -              | Nike      | FGSZ ZRT           |
| Soroksár                       | Lipcsei Péter      | HUN            | Nike      |                    |
| Szeged-Csanád Grosics Akadémia | João Janeiro       | -              | Hummel    |                    |
| Szolnok                        | Csábi József       | HUN            | Hummel    |                    |
| Szombathelyi Haladás           | Mátyus János       | HUN            | 2Rule     |                    |
| Tiszakécske                    | Lucsánszky Tamás   | HUN            | 2Rule     | Duna Aszfalt       |
| Vác                            | Horváth Károly     | Hegedűs Csaba  | Nike      | Sláger FM          |
| Vasas                          | ifj. Bene Ferenc   | HUN            | Adidas    | Alprosys           |

## A bajnokság végeredménye[2]
| Hely. | Csapat               | M  | Gy | D  | V  | G+ | G– | Gk  | P  | Feljutás vagy kiesés |
| ----- | -------------------- | -- | -- | -- | -- | -- | -- | --- | -- | -------------------- |
| 1.    | MTK Budapest         | 27 | 18 | 5  | 4  | 60 | 33 | +27 | 59 | feljutó az NB I-be   |
| 2.    | Budafok              | 27 | 16 | 6  | 5  | 42 | 23 | +19 | 54 | feljutó az NB I-be   |
| 3.    | Vasas                | 27 | 14 | 5  | 8  | 55 | 39 | +16 | 47 |                      |
| 4.    | Csákvár              | 26 | 13 | 4  | 9  | 40 | 43 | −3  | 43 |                      |
| 5.    | Siófok               | 26 | 11 | 9  | 6  | 40 | 31 | +9  | 42 |                      |
| 6.    | Győr                 | 27 | 11 | 8  | 8  | 36 | 32 | +4  | 41 |                      |
| 7.    | Gyirmót              | 27 | 10 | 8  | 9  | 32 | 29 | +3  | 38 |                      |
| 8.    | Nyíregyháza          | 27 | 11 | 2  | 14 | 45 | 45 | 0   | 35 |                      |
| 9.    | Ajka                 | 26 | 10 | 5  | 11 | 41 | 40 | +1  | 35 |                      |
| 10.   | Soroksár             | 26 | 10 | 5  | 11 | 38 | 44 | −6  | 35 |                      |
| 11.   | Budaörs              | 26 | 10 | 4  | 12 | 38 | 37 | +1  | 34 |                      |
| 12.   | Szeged-Csanád GA     | 26 | 8  | 10 | 8  | 31 | 29 | +2  | 34 |                      |
| 13.   | Dorog                | 26 | 9  | 6  | 11 | 29 | 29 | 0   | 33 |                      |
| 14.   | Kazincbarcika        | 27 | 8  | 9  | 10 | 33 | 38 | −5  | 33 |                      |
| 15.   | Békéscsaba           | 26 | 8  | 8  | 10 | 30 | 35 | −5  | 32 |                      |
| 16.   | Szolnok              | 26 | 7  | 10 | 9  | 22 | 27 | −5  | 31 |                      |
| 17.   | Szombathelyi Haladás | 27 | 7  | 9  | 11 | 32 | 34 | −2  | 30 |                      |
| 18.   | Tiszakécske          | 27 | 7  | 5  | 15 | 25 | 50 | −25 | 26 | kieső az NB III-ba   |
| 19.   | Vác                  | 27 | 2  | 6  | 19 | 17 | 48 | −31 | 12 | kieső az NB III-ba   |
| 20.   | Balmazújváros (K)    | 0  | 0  | 0  | 0  | 0  | 0  | 0   | 0  | kizárva              |

1. ↑  kizárva

Notes
- Note 1: kizárva

## Góllövőlista
| Csapat                | Játékos                        | lőtt gólok |
| Hornyák Marcell       | Nyíregyháza Spartacus FC       | 15         |
| Kovács Dávid          | Budafoki MTE                   | 15         |
| Lencse László         | MTK Budapest FC                | 14         |
| Birtalan Botond       | Vasas SC                       | 13         |
| Nagy Mihály Krisztián | FC Ajka                        | 13         |
| Balajti Ádám          | Vasas SC                       | 13         |
| Germán Tamás          | Szeged-Csanád Grosics Akadémia | 10         |
| Délczeg Gergely       | Dorog                          | 10         |

## Csapatok eloszlása megyék szerint
| #  | Megye | Megye                  | Csapatok száma | Csapatok                      |
| -- | ----- | ---------------------- | -------------- | ----------------------------- |
| 1. |       | Budapest               | 4              | Budafok, Soroksár, Vasas, MTK |
| 2. |       | Pest                   | 2              | Budaörs, Vác                  |
| 2. |       | Győr-Moson-Sopron      | 2              | Gyirmót, Győr                 |
| 3. |       | Bács-Kiskun            | 1              | Tiszakécske                   |
| 3. |       | Békés                  | 1              | Békéscsaba                    |
| 3. |       | Borsod-Abaúj-Zemplén   | 1              | Kazincbarcika                 |
| 3. |       | Csongrád               | 1              | Szeged-Csanád GA              |
| 3. |       | Fejér                  | 1              | Csákvár                       |
| 3. |       | Hajdú-Bihar            | 1              | Balmazújváros                 |
| 3. |       | Jász-Nagykun-Szolnok   | 1              | Szolnok                       |
| 3. |       | Komárom-Esztergom      | 1              | Dorog                         |
| 3. |       | Somogy                 | 1              | Siófok                        |
| 3. |       | Szabolcs-Szatmár-Bereg | 1              | Nyíregyháza                   |
| 3. |       | Vas                    | 1              | Szombathelyi Haladás          |
| 3. |       | Veszprém               | 1              | FC Ajka                       |
|    |       |                        |                |                               |

| Dunántúl                                                                                                 | Közép-Magyarország                                                               | Alföld és Észak |
| --- | -------------------------------------------------------------------------------- | --- |
| - FC Ajka - Csákvári TK - Dorogi FC - Gyirmót FC Győr - Győri ETO FC - BFC Siófok - Szombathelyi Haladás | - Budafoki MTE - Budaörsi SC - MTK Budapest FC - Soroksár SC - Vasas SC - Vác FC | - Balmazújvárosi FC - Békéscsaba 1912 Előre - Kazincbarcikai SC - Nyíregyháza Spartacus FC - Szeged-Csanád GA - Szolnoki MÁV FC - Tiszakécske FC |
| 7 csapat                                                                                                 | 6 csapat                                                                         | 7 csapat |

## Vezetőedző-váltások
| Csapat        | Távozott vezetőedző | A távozás módja     | A távozás ideje    | Helyezés     | Érkezett vezetőedző | A kinevezés ideje  |
| ------------- | ------------------- | ------------------- | ------------------ | ------------ | ------------------- | ------------------ |
| Békéscsaba    | Boér Gábor          |                     |                    | szezon előtt | Schindler Szabolcs  | 2019. június 4.    |
| Győri ETO     | Herczeg Miklós      |                     |                    | szezon előtt | Boér Gábor          | 2019. május 20.    |
| MTK           | Lucsánszky Tamás    | lejárt szerződés    | 2019. május 23.    | szezon előtt | Michael Boris       | 2019. május 30.    |
| Gyirmót       | Hannich Péter       | közös megegyezés    | 2019. május 23.    | szezon előtt | Csertői Aurél       | 2019. június 8.    |
| Csákvár       | Szijjártó István    | lejárt szerződés    | 2019. június 3.    | szezon előtt | Visinka Ede         | 2019. június 13.   |
| Siófok        | Márton Gábor        | lejárt szerződés    | 2019. június 13.   | szezon előtt | Gál István          | 2019. június 13.   |
| Haladás       | Horváth Ferenc      | lejárt szerződés    | 2019. május 31.    | szezon előtt | Supka Attila        | 2019. július 11.   |
| Haladás       | Supka Attila        | Szerződés bontás    | 2019. október 29.  | 18.          | Desits Szilárd      |                    |
| Nyíregyháza   | Zoran Spišljak      | lemondott           | 2019. november 7.  | 16.          | Lengyel Roland      |                    |
| Tiszakécske   | Simon Antal         | Közös megegyezés    | 2019. november 7.  | 14.          | Virágh Ferenc       |                    |
| Győri ETO     | Boér Gábor          | közös megegyezés    | 2019. december 2.  | 6.           | Kondás Elemér       | 2019. december 3.  |
| Kazincbarcika | Gálhidi György      | szerződés bontás    | 2019. december 5.  | 15.          | Dzurják József      | 2019. december 5.  |
| Vasas SC      | Szanyó Károly       | szerződés bontás    | 2019. december 23. | 8.           | ifj. Bene Ferenc    | 2019. december 23. |
| Haladás       | Desits Szilárd      | megbízott edző volt | 2019.              |              | Mátyus János        | 2019. december 30. |
| Nyíregyháza   | Lengyel Roland      |                     | 2020. április 27.  | 8.           | Gálhidi György      | 2020 április 27.   |
| Tiszakécske   | Virágh Ferenc       | megbízott edző volt | 2020. április 30.  | 18.          | Lucsánszky Tamás    | 2020. április 30.  |